# 田寮區
田寮區，前身「田寮鄉」，位於臺灣高雄市西北部。北臨臺南市龍崎區、關廟區，東鄰旗山區，西鄰岡山區、阿蓮區，東北連內門區，南接燕巢區。全區四面環山，區境內丘陵起伏，大部分為林班地，亦有少數養殖漁業散佈於境內。境內二仁溪支流蛛網密佈，惡地地形極為發達。氣候上屬熱帶季風氣候，產業以農業、林業和畜牧業為主，但近年來觀光業亦有相當發展，特別是惡地地形的月世界。

## 歷史

### 發展沿革
田寮區為明鄭時期「援剿右鎮」的屯墾地，在開墾時，居民多在田中搭設簡單寮舍，作為休息、居住之地，因而得名；清治時期設崇德里及嘉祥里，以牛寮溪為界，分別隸屬臺灣縣和鳳山縣；近代亦有北田寮和南田寮之分。
地名由來另有一說，1902年，殖民政府將田寮庄及鄰近的水蛙潭、四塊厝獨立設為「區」，隸屬蕃薯寮廳，並設置「庄長」統理之；而蘇郡(官章：玉輝)為清朝歲貢生，先祖從湖內區太爺庄遷居於田寮四塊厝，其熱心公益，曾任四塊厝庄長，水蛙潭庄長，日後升任第一任田寮區庄長，並於積極爭取田寮公學校(高雄縣立田寮鄉田寮國民小學的前身，1906年6月於今外安公園設立蕃薯寮公學校田寮分校，1921年4月1日遷至現址改設田寮公學校，2002年裁撤)設立。由於蘇姓與李姓家族互有聯姻關係，且李姓家族從路竹區一甲庄遷入田寮開墾，已成為當地之最大一族，且自治良好，當時李家當家者李恭（原名李朝恭），曾中清朝武秀才，是位有聲望的人才，殖民政府將田寮區改隸阿猴廳時，便任命其為第一任區長。長久以來，以李家三合院之正廳，也就是公廳，借用做辦公場所。該區名稱，自然而然便命名為「田寮區」。
1901年，屬蕃薯藔廳管轄。1909年，屬阿猴廳蕃薯藔支廳管轄，分為田寮區（嘉祥內里內之田寮庄、南安老庄、水蛙潭庄、牛稠埔庄）與古亭坑區（崇德東里內之狗氳氤庄、古亭坑庄；嘉祥內里之打鹿埔庄）兩區。1920年，台灣地方改制，在此地設置「田寮」，劃歸高雄州旗山郡管轄。1932年，田寮庄改隸岡山郡。
二戰後，改設高雄縣田寮鄉。1952年，原田寮鄉所轄金山村、尖山村（日治時期為水蛙潭庄之一部分）改轄高雄縣燕巢鄉。2010年，12月25日高雄縣市合併，改為高雄市田寮區；隨之地方自治的改變，田寮區行政中心從最早於田寮里田寮，之後役場設置大同里外冬羔臘（外安），今外安公園對面，仍有年久失修之日治時期役場建築；最後落於南安里崗山頭，也形成田寮區公所不在田寮里的現象。2014年3月1日起，田寮區戶政事務所整併為「高雄市阿蓮戶政事務所田寮辦公處」。

### 相關事件

#### 清治時期
- 1684年10月19日，蔡機功召集大小崗山後(今田寮區)2000餘漢人，聚集於小崗山附近起事，為清代臺灣第一場民變。
- 1768年9月，爆發黃教之亂，黃教聚眾攻擊大崗山後官署衙門與岡山汛，並於1770年(乾隆卅五年)逐一平定。
- 朱一貴事件
- 吳福生事件

#### 日治時期
- 阿公店大虐殺事件
- 1898年底，鹿埔事件

## 人口
根據高雄市政府民政局統計，2024年底田寮區戶數約3千戶，人口約6.3千人，區內人口最多與最少的里分別是新興里與三和里，2024年底兩里人口分別為1,180人與334人。田寮區的人口老化與少子化問題嚴重。由於經濟結構仍以務農為主，缺乏工作機會，發展有限，以致人口老化且不利成長。2024年底時，田寮區人口中0至14歲人口佔比約有4.26%，15至64歲人口佔比63.29%，65歲以上人口則佔比32.45%，老化指數約為762.69%，是高雄市人口老化程度最高的行政區。

## 政治

### 歷任首長

#### 鄉長
| 任次   | 姓名   | 任期時間            | 備註 |
| ------ | ------ | ------------------- | ---- |
| 第1任  | 朱天求 |                     |      |
| 第2任  | 朱天求 |                     |      |
| 第3任  | 朱天求 |                     |      |
| 第4任  | 柯正德 |                     |      |
| 第5任  | 柯正德 |                     |      |
| 第6任  | 石天號 |                     |      |
| 第7任  | 石天號 |                     |      |
| 第8任  | 曾乾舜 |                     |      |
| 第9任  | 李慶杰 | 1982.3.1-1986.3.1   |      |
| 第10任 | 李慶杰 | 1986.3.1-1990.3.1   |      |
| 第11任 | 黃萬全 | 1990.3.1-1994.3.1   |      |
| 第12任 | 黃萬全 | 1994.3.1-1998.3.1   |      |
| 第13任 | 陳清興 | 1998.3.1-2002.3.1   |      |
| 第14任 | 陳清興 | 2002.3.1-2006.3.1   |      |
| 第15任 | 施文宗 | 2006.3.1-2010.12.25 |      |

#### 區長
| 任次  | 姓名   | 任期時間              | 備註 |
| ----- | ------ | --------------------- | ---- |
| 第1任 | 施文宗 | 2010.12.25-2014.12.25 |      |
| 第2任 | 鄭志良 | 2014.12.25-2016.02.22 |      |
| 第3任 | 王昌文 | 2016.02.22-2017.07.16 |      |
| 第4任 | 李堂賓 | 2017.07.16-2019.04.12 |      |
| 第5任 | 吳茂樹 | 2019.04.12-2019.11.21 |      |
| 第6任 | 陳百山 | 2019.11.21-2021.02.08 |      |
| 第7任 | 李秋利 | 2021.02.08-2023.04.17 |      |
| 第8任 | 蔡青芬 | 2023.04.17-2024.06.24 |      |
| 第9任 | 梅兆平 | 2025.07.26-現職       |      |

### 區政組織
田寮區公所是高雄市政府在田寮區的派出機關，在中華民國政府架構中為市政府綜理區政的執行機關，上級業務監督機關為高雄市政府。区长由市長任命，其任期為無任期保障。在區長及主任秘書之下，設有3課3室等6個內部單位。

### 行政區
現今田寮區行政範圍的確立，來自於1952年將尖山村劃入燕巢鄉（今燕巢區），行政區域調整後，田寮鄉轄田寮村、大同村、南安村、七星村、新興村、鹿埔村、古亭村、三和村、崇德村、西德村等10個村:26。2010年配合高雄縣市合併改制，田寮鄉改名「田寮區」。
田寮區共轄10里140鄰，其行政區域分布情形為：
| 田寮區行政區劃                                                                      |
| 西 德 里 古 亭 里 崇 德 里 三和里 鹿 埔 里 南 安 里 大同里 新興里 田 寮 里 七 星 里 |

## 文化

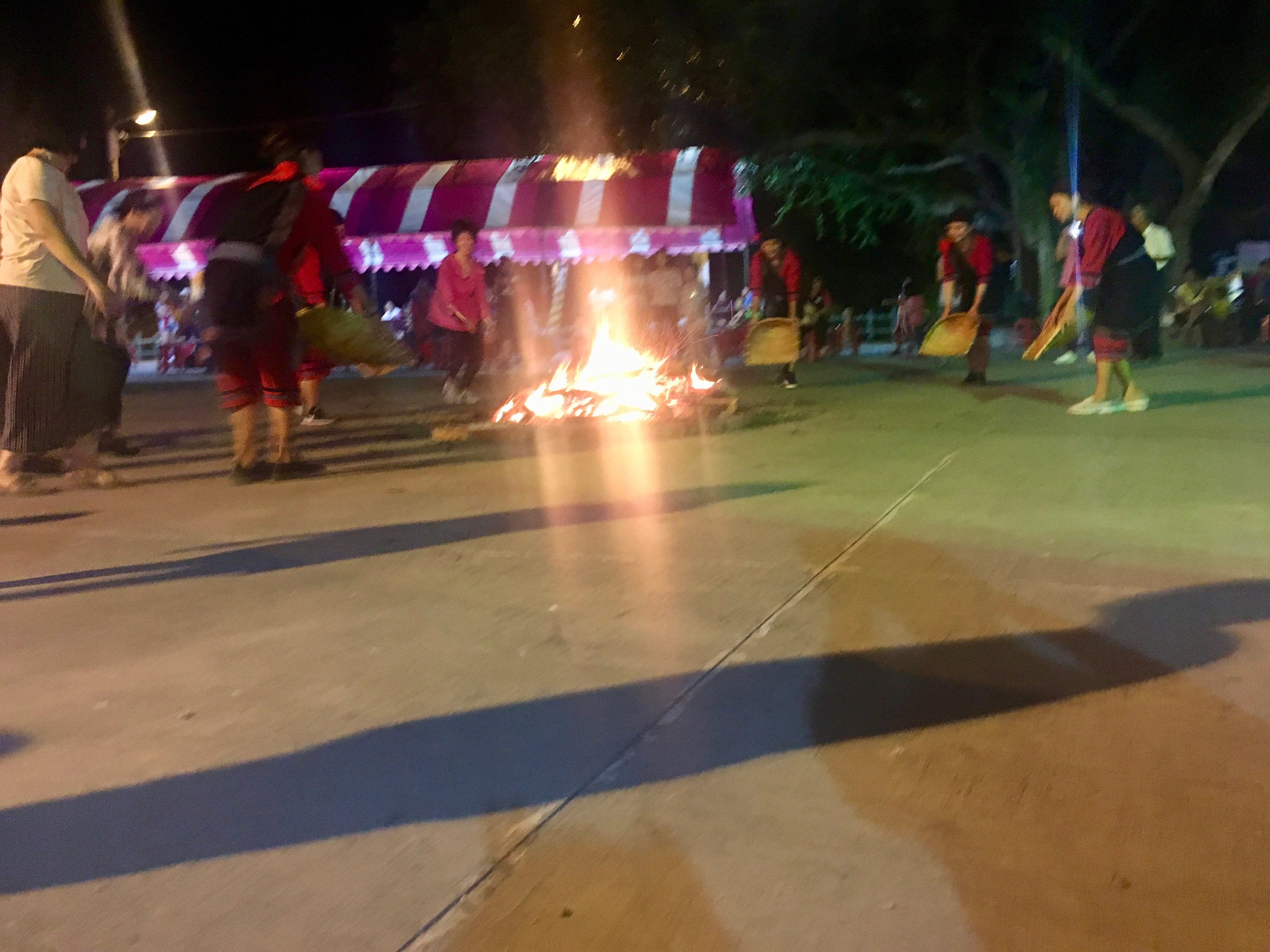
田寮鹿埔 (高雄市)西拉雅族夜祭，邀請同為原住民族之大武壠族大滿舞團演出

- 鹿埔西拉雅夜祭
- 水蛙潭正月十五日石頭公生
- 田寮里連奶夫人
- 水蛙潭角宿媽祖戲

## 教育

### 國民中學
- 高雄市立田寮國民中學(1969)：高雄市田寮區南安里崗安路48號[12]

### 國民小學
- 高雄市田寮區崇德國民小學(1922)：高雄市田寮區崇德里崇德路101號[13]
- 高雄市田寮區新興國民小學(1944)：高雄市田寮區新興里大新路2號[14]
- 高雄縣田寮鄉田寮國民小學(1906-2002)：高雄縣田寮鄉田寮路1號
  - 高雄縣田寮鄉田寮國民小學七星分校(1956-1990)：高雄縣田寮鄉七星路51-1號
  - 高雄縣田寮鄉田寮國民小學南安分校(1954-1992)：高雄縣田寮鄉南安村外安
- 高雄縣田寮鄉古亭國民小學(1922-2004)：高雄縣田寮鄉古亭村古亭路7號
  - 高雄縣田寮鄉古亭國民小學鹿埔分校(1958-1990)：高雄縣田寮鄉鹿埔村鹿埔路

## 交通

### 公路
- 國道三號（福爾摩沙高速公路）
  - 田寮交流道（369）
  - 田寮收費站（373，2013年計程收費已拆除，僅保留部分結構紀念）
- 台28線

### 公車
- 紅68A 捷運岡山高醫站－田寮
- 紅70A 捷運岡山高醫站－田寮區公所
- 紅70B 捷運岡山高醫站－隆后宮
- 8012 臺鐵岡山車站（捷運岡山車站）－旗山北站
- 8042 實踐大學－旗山轉運站－高鐵台南站（例假日延駛奇美博物館、台南航空站）
- 8049 崗山頭－岡山－楠梓－高雄客運鳳山站
- T603F 田寮鹿埔清水宮－田寮國小

## 宗教信仰

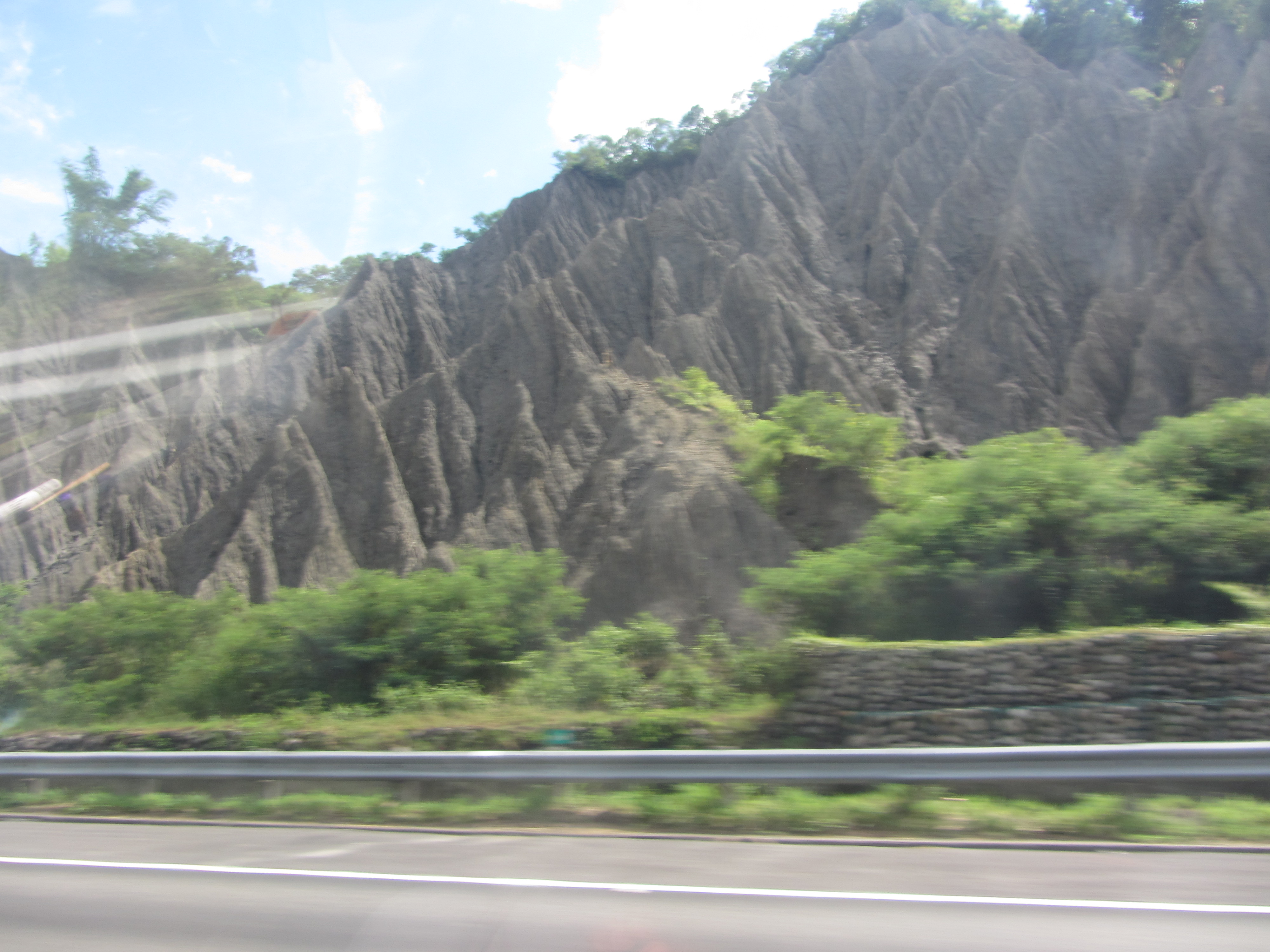
田寮月世界

### 道教和臺灣民間信仰
田寮地區(含田寮、南安老、水蛙潭、牛稠埔) 
- 崗山頭大南天福德祠[15]
- 田寮慈玄聖天宮(石頭廟)
- 田寮朝元寺[16]：創建於1736年
- 南安聖母宮
- 水蛙潭玄烜宮
- 田寮秀峰寺
- 田草寮崑山宮
- 內安峰聖宮
- 菜堂聖法宮
- 牛寮普唵宮
- 田草埔宏宮寺進安宮
- 大坵園清龍山寺
- 崑山宮龍山寺
- 田尾仔義民爺亭
- 新路仔清水廟
- 新廍慈清宮

古亭坑地區(含狗氳氤、古亭坑、打鹿埔)
- 月世界小滾水發天宮：主祀天上聖母(三媽祖)
- 古亭坑隆宮[17]：主祀天上聖母
- 應菜龍北極殿：主祀玄天上帝
- 中坑酆霄寶殿：供奉酆都大帝
- 崇德進天宮
- 豎旗呈慈安宮
- 鹿埔清水宮
- 茄苳湖西湖宮
- 田寮大同聖母宮
- 下溪洲峰月宮

### 平埔原住民族信仰
- 三聖廟
- 有相公爺廟
- 鄭氏娘祖媽祠
- 小滾水娘媽廟
- 大同里石頭公祠
- 大同里小仙女廟[18]
- 山河壽萬應公廟
- 牛稠埔杞娘媽

### 佛教
- 日月禪寺

### 基督宗教
| 宗派 | 教會（禮拜堂 / 聖堂） |
| ---- | --------------------- |
| 其他 | 基督教救恩會田寮教會  |

## 旅遊

### 自然
- 田寮月世界地景公園
  - 田寮月世界遊客中心[19]
  - 泥岩地質生態解說中心
  - 弦月眺望台
  - 天梯步道
- 泥火山群
  - 月世界泥火山
  - 大滾水泥火山(古亭里)
  - 小滾水泥火山(崇德里)
- 大崗山風景區(田寮境內)
  - 一線天
  - 石母乳
  - 情人洞
  - 減肥洞
- 大崗山溫泉
- 寧靜海
- 寧靜湖
- 翠幻谷
- 太陽谷

### 人文
- 呂家古厝：位於七星里南勢湖，為目前高雄地區保存最完整之閩南式民居建築
- 包氏古厝：位於新興里公館，為宋代名臣包拯之後，於清朝期間遷居來臺
- 古亭橋營地
- 大崗山糖廠(已廢止)
- 大崗山高爾夫球場

## 商業

### 便利商店
- 7-Eleven 觀月門市[20] (2020/10進駐，為田寮區境內第一家連鎖超商)

### 休閒觀光
- 祈願の千野村 (於田寮區七星里與燕巢區金山里交界處，高雄市田寮區七星路80之20號)

## 特產
- 芭樂
- 蜜蜂養殖相關產品
- 龍眼
- 釋迦
- 土雞

## 外部連結
- 田寮區公所 （页面存档备份，存于）
- 高雄市路竹戶政事務所田寮辦公處 （页面存档备份，存于）
- 高雄市田寮區衛生所 （页面存档备份，存于）